# Gråbrystet bjergtukan
Gråbrystet bjergtukan (latin: Andigena hypoglauca) er en fugl i familien tukaner i ordenen spættefugle, der lever i Andesbjergene.